# Bandua

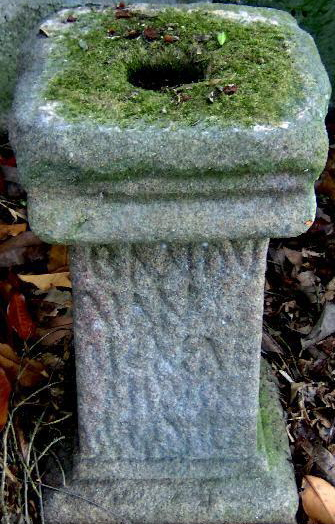
Ara adicada a Bandua, vinculada ao castro de San Cibrao de Las

Bandua era um termo usado para fazer referência a uma deusa ou deus cujo culto ocorria na Ibéria por galaicos e lusitanos..
Bandua, também designada Banda ou Bandonga era uma deusa protectora dos Celtas Lusitanos, e será provavelmente um aspecto feminino da divindade Band ou Bandus, por sinal uma divindade protectora, associada ao domínio das regras e da ordem, bem como das ligações e laços entre os homens, em sentido lato.

## Análise arqueológica e antropológica
É importante assinalar, desde já, que, na Hispânia, eram muito abundantes os teónimos indígenas, derivados do étimo Ban, de onde provêm cerca de 48 dedicatórias (excluindo aquelas desprovidas de teónimo, nas quais figuram apenas epítetos representativos da divindade), incluindo a inscrição em língua lusitana de Arronches.

### Problema da nomenclatura
Não se conhece com segurança o nominativo concreto deste teónimo, que apresenta diversos dativos diferentes, nomeadamente Bandi, Bandei, Bandue, Banda, Bandu, Bandoge, Bangonga.  Porém, esta divindade surge por vezes designada como Banda, “por uma questão de facilidade e por nos parecer que essa poderá ser a designação mais geral”, conforme é sugerido por José d'Encarnação.

## Etimologia

### Tese dos "deuses que atam"
Há uma tese proposta no século XIX, por Holder, que avança que a etimologia desta divindade resultará da raiz etimológica Band- (derivada do indo-europeu bhenelh-), a qual significaria literalmente «atar; vincular» e figuradamente  «ordenar», «mandar» ou «proibir». Embora não seja uma tese consensual entre todos especialistas na matéria, esta tese conheceu bastante corroboração ao longo dos tempos, exemplos disso são autores como: Leite Vasconcellos, na sua obra «Religiões da Lusitânia»; Michelena , na sua obra «Religiones primitivas de Hispania», 1961; Hoz, na sua obra «Religiões da Lusitânia – Loquuntur Saxa», de 2002; J. M. Garcia, na obra «Religiões antigas de Portugal. Aditamentos e observações às “Religiões da Lusitânia” de J. Leite de Vasconcelos, de 1991, entre outros.
Mais precisamente, foi sugerida a correspondência de Bandue/Bandi, na área lusitano-galaica. 

### Tese dos "deuses dos caminhos"
Mas há, no entanto, contrateses. Por exemplo, Blanca Prósper  considera inviável a maioria destas perspectivas focadas na ideia do “deus que ata”, pela sua ênfase na identificação da raiz de Bandue/Bandi, de onde partem para a justificação do seu significado, ignorando a sua morfologia de tema em -u; propondo, então, a derivação do tema *bandu- de um nome de acção *g em-tu-, “passo”, visto que «la mayoría de los temas indoeuropeos en *-u- está constituida precisamente por nombres de acción en *-tu-“ ». Esta forma *gw em-tu- poderá referir-se à divinização do acesso a uma realidade geográfica protegida dos inimigos, pelo que Bandue/Bandi poderá ser entendida como uma divindade da passagem/caminho, exercendo uma acção asseguradora do tráfego de bens e pessoas.

## Funções

### Divindade das ligações
Assente na primeira tese etimológica, Bandua ou o seu aspecto masculino Band, por sinal até mais comum, será uma divindade protectora. Bandua deverá ser uma das únicas  divindades indígenas hispânicas à qual é atribuível um papel especificamente tutelar e protector, seja dos locais, daí a multiplicidade de epítetos dativos que depois assume conforme os locais em que se têm encontrado as suas aras, seja étnicos, como divindade protectora dos lusitanos, enquanto povo. 
Bandonga é especialmente conhecida, exactamente, por virtude de uma inscrição de uma ara,  que contém uma referência a um sujeito de nome “Celtius”, podendo, sem embargo, estar a referir-se não tanto ao nome próprio do defunto, mas antes ser  uma denominação étnica, ou seja, «Bandonga dos Celtas», o que quadra também com as teses que se sustentam a respeito da origem céltica do culto de Bande, que se terá alastrado vindo do Norte até ao Sul do território da Península Ibérica.
Por esta óptica, os deuses em cujos nomes ocorre a dita raiz teriam o carácter de senhores e donos (tutelares) dos lugares onde eram venerados e, por conseguinte, protectores da gens (gente; povo)  que neles habitava (denominada pelos epítetos que amiúde sucediam o nome da divindade).

### Divindade dos caminhos
Assente na tese etimológica advogada por Blanca Prósper, Bandua ou Bandi poderá ser entendida como uma divindade das passagens, dos trilhos e caminhos, cumprindo, dessarte,  uma acção favorecedora e protectora dos peregrinos, caminhantes e viandantes, que circulavam nas estradas, bem como dos seus bens.

## Origem e extensão geográfica do culto
Na Hispânia, eram muito abundantes os teónimos indígenas, derivados do étimo Ban, de onde provêm cerca de 48 dedicatórias (excluindo aquelas desprovidas de teónimo, nas quais figuram apenas epítetos representativos da divindade), incluindo a inscrição em língua lusitana de Arronches.. Assim sendo, entende-se que este culto terá gozado de considerável representação na Hispânia.
Destaca-se, naturalmente, a Lusitânia na procedência de documentação epigráfica, com cerca de 32 inscrições, das 48 totais, tendo as sobejantes 16 sido descobertos na região Tarraconense. Contudo, na opinião de Blanca Prósper, segundando a tese de J. M. Garcia  uma dessas inscrições incluídas no conjunto lusitano, seria na verdade oriunda do Norte de Portugal, tendo sido presuntivamente trazida para Alenquer historiadores do século XIX.
Todavia, se contarmos também as epígrafes desprovidas de teónimo, o número de exemplares de inscrições já aumenta para os 52, contando-se entre estas os epítetos:
- Isibraegui (Guarda) e variantes gráficas Issibaeo (Coimbra) e Esibraeo(Idanha-a-Nova);
- Tueraeo (Aveiro);
- Vortiaeci (Castelo Branco)
- Roudeaeco (Cáceres)

Tudo dá a entender que o culto desta divindade, muito provavelmente, terá alastrado de Norte para Sul rumo à Lusitânia, o que, em rigor, é característico também de grande parte das divindades indígenas do Ocidente hispânico . Esta convicção estriba-se, parcialmente, na ocorrência dos epítetos sem teónimo apenas na epigrafia lusitana, o que se crê ser indicativo de uma maior personificação do culto e um sinal do cariz tutelar de Bandi, o que faria com que fosse menos necessária a menção da divindade. A isto, alia-se, ainda, o facto de Bandue, que se mostra como grafia típica da zona a norte do Douro, se tratar de um modo de denominação desta deidade com aspecto mais arcaico . Portanto, são tidas como mais recentes as grafias próprias do Ocidente do território actualmente português, como Bandei/Bannei e Bandi.
Destarte, não se pode dizer que Bandua/Band se trate, estrita e originariamente falando, de uma divindade tipicamente lusitana, seria antes um culto que foi adoptado pelos Lusitanos ocidentais dos povos que viviam a norte do Douro. 

## Locais arqueológicos
São conhecidas aras dedicadas:
- a Banda Oilienaicus (Esmolfe, Penalva do Castelo);
- a Bande Raeicus (ara descoberta em Santa Marinha de Ribeira de Pena);
- a Bande Velugo Toiraecus (ara oriunda da região de Vila da Feira);
- a Bandi Isibraiegus (Bemposta);
- a Bandei Brialaecus (Arjais);
- a Bandi Arbariaicus (inscrição, proveniente de Capinha);
- a Bandi Tatideaicus (ara de granito encontrada em Queiriz);
- a Bandu Vordeaeco (aras de Meda e da capela de Nossa Senhora da Ribeira, em Carrazeda de Ansiães);
- a Bandoge (ara em granito recolhida, no ano de 1890, em Castelo do Mau Vizinho);
- a Bandua (inscrição encontrada na ermida de Nossa Senhora de Hebra, Cova da Lua, Bragança).

## Aspecto feminino
A concepção de Bandua, como um aspecto ou variante feminina de Bandus, conheceu resistência, dentre os estudiosos durante algum tempo. Porém, conforme Patrícia Stempel assinala na sua obra «Los formularios teonímicos, Bandus con Bandua», há representações femininas desta divindade, encontradas na pateira de Badajoz e na inscrição de Cabeço das Fráguas, bem como se encontram noutros pontos arqueológicos, destacando-se ainda os achados de Lacóbriga.
Não quer isto dizer que se tratem de divindades diferentes, apenas que são aspectos ou manifestações diferentes da mesma divindade.A autora também sustenta que, embora não se tenha a certeza absoluta, parece ser mais provável que a variante masculina da divindade tenha aparecido primeiro. Também salienta que os pares masculino-feminino das divindades celtas eram comuns, e dá os exemplos de Bormanos e Bormana, Belisama e Belisamaros, Camulorix e Camuloriga, Metrios e Rosmerta.